# Chaîne côtière de l'Oregon
La chaîne côtière de l'Oregon (anglais : Oregon Coast Range) est une chaîne de montagnes de l'Oregon aux États-Unis, le long de l'océan Pacifique.

Chaîne côtière de l'Oregon vue depuis les montagnes du comté de Clatsop.

Cette chaîne nord-sud s’étend sur 320 km du fleuve Columbia au nord qui fait frontière entre les États de l'Oregon et de Washington, jusqu'à la fourche centrale du fleuve Coquille au sud. Elle mesure de 50 à 100 km de large et a une altitude moyenne de 460 m. Le pic Marys, son plus haut sommet, s'élève à 1 248 mètres.
Elle fait partie des chaînes côtières du Pacifique.